# Hallow
Hallow är en civil parish i Storbritannien.   Den ligger i grevskapet Worcestershire och riksdelen England, i den södra delen av landet, 170 km nordväst om huvudstaden London.